# Bílý Kostel nad Nisou
Bílý Kostel nad Nisou (în germană Weißkirchen) este un sat și comună (obec) în districtul Liberec din regiunea Liberec a Republicii Cehe.
Comuna are o suprafață de 25,73 km pătrați și o populație de 943 de locuitori (în 2016).
Bílý Kostel nad Nisou se află la aproximativ 11 km vest de Liberec și la 90 km nord de Praga.

## Galerie

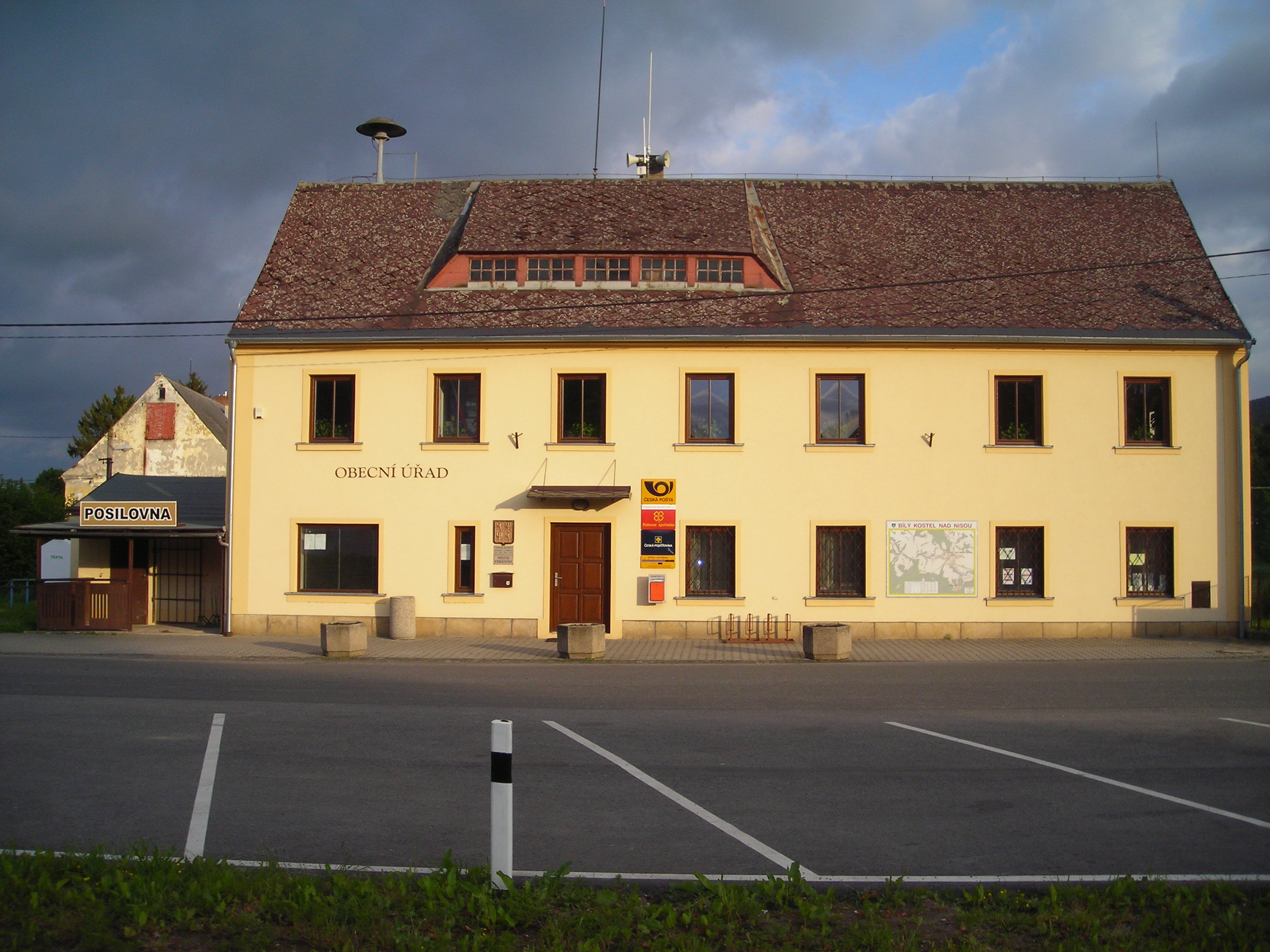
Primăria comunei
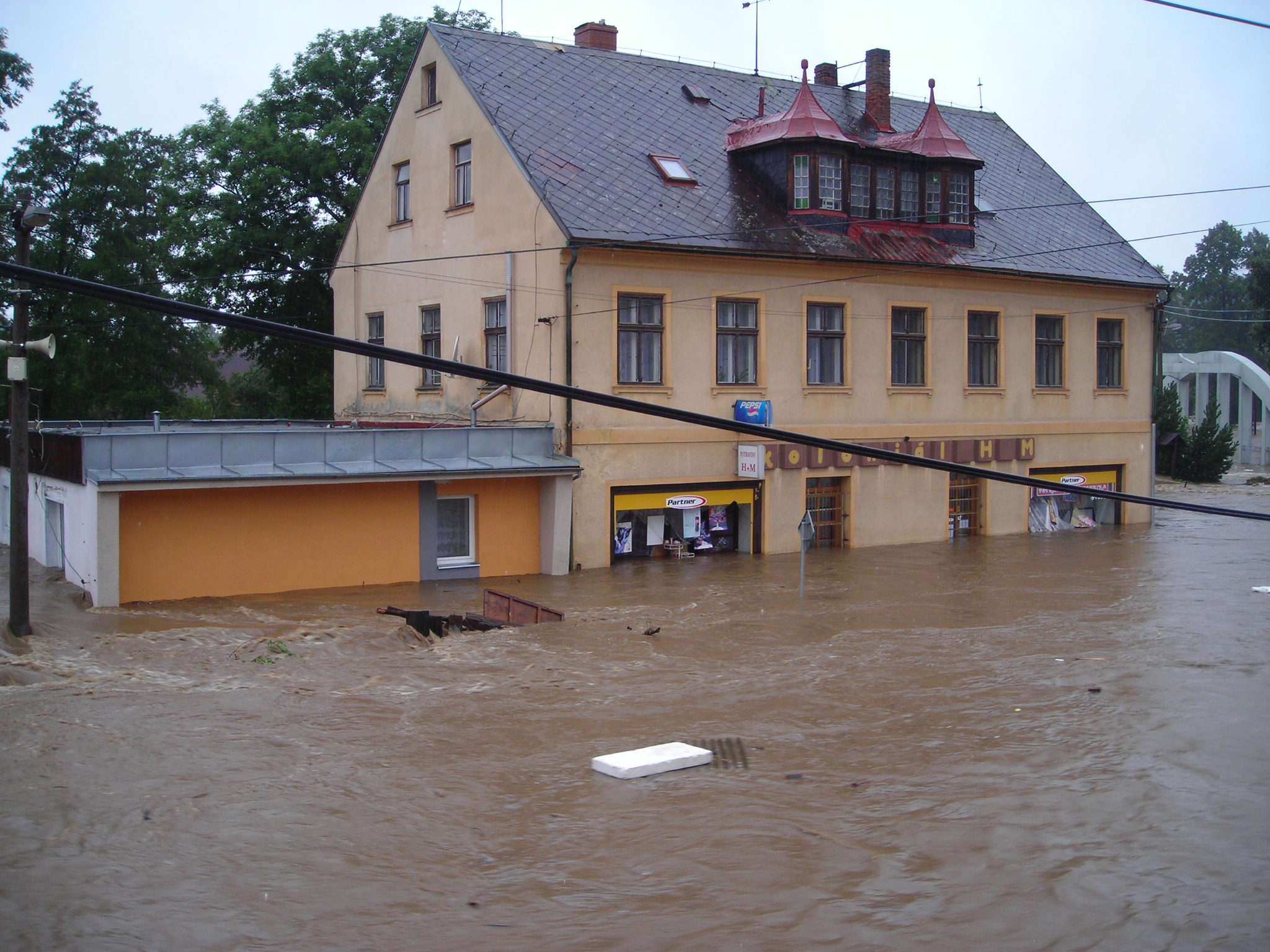
Satul în timpul inundațiilor din 2010
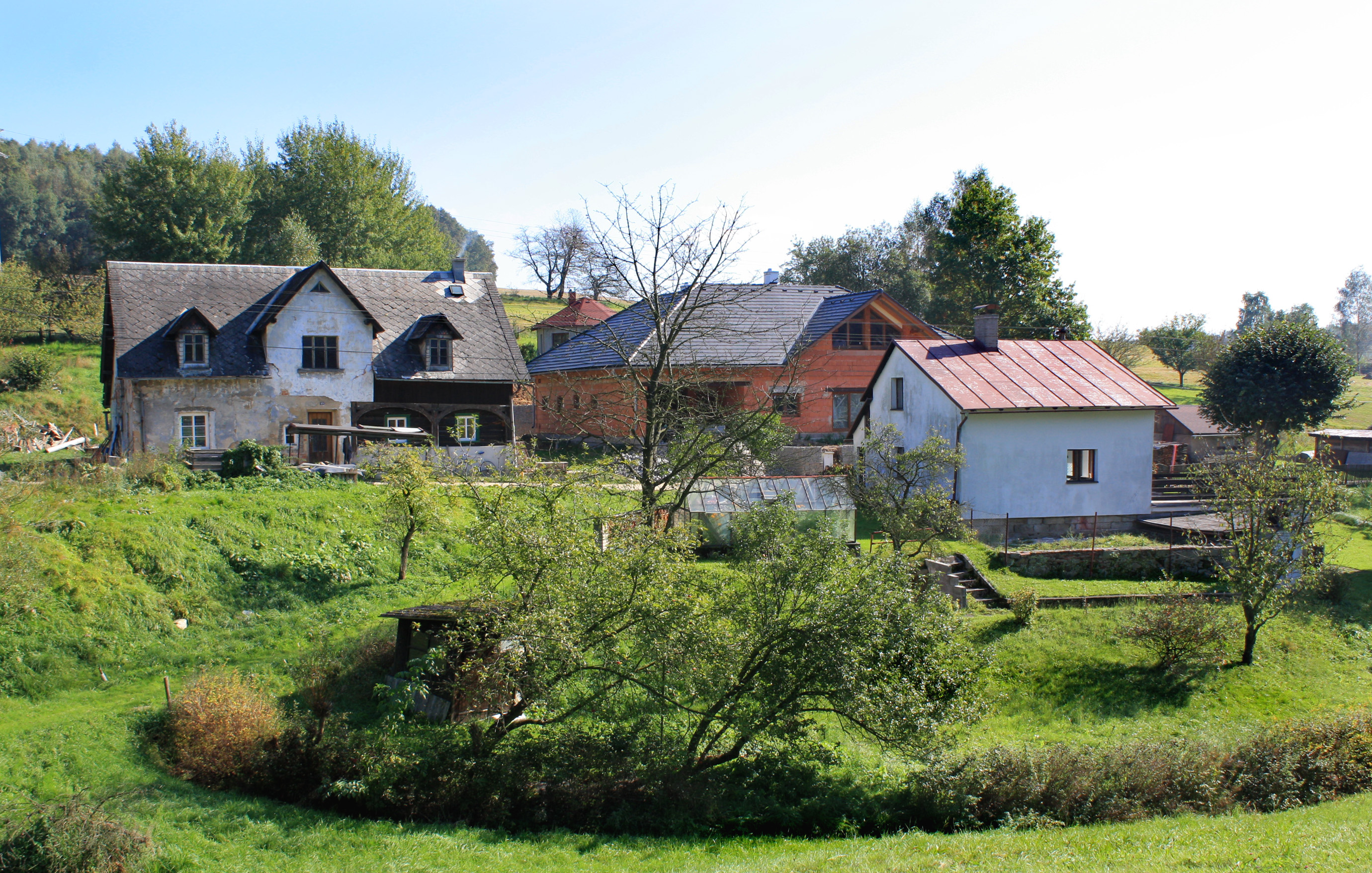
Cătunul Pekařka
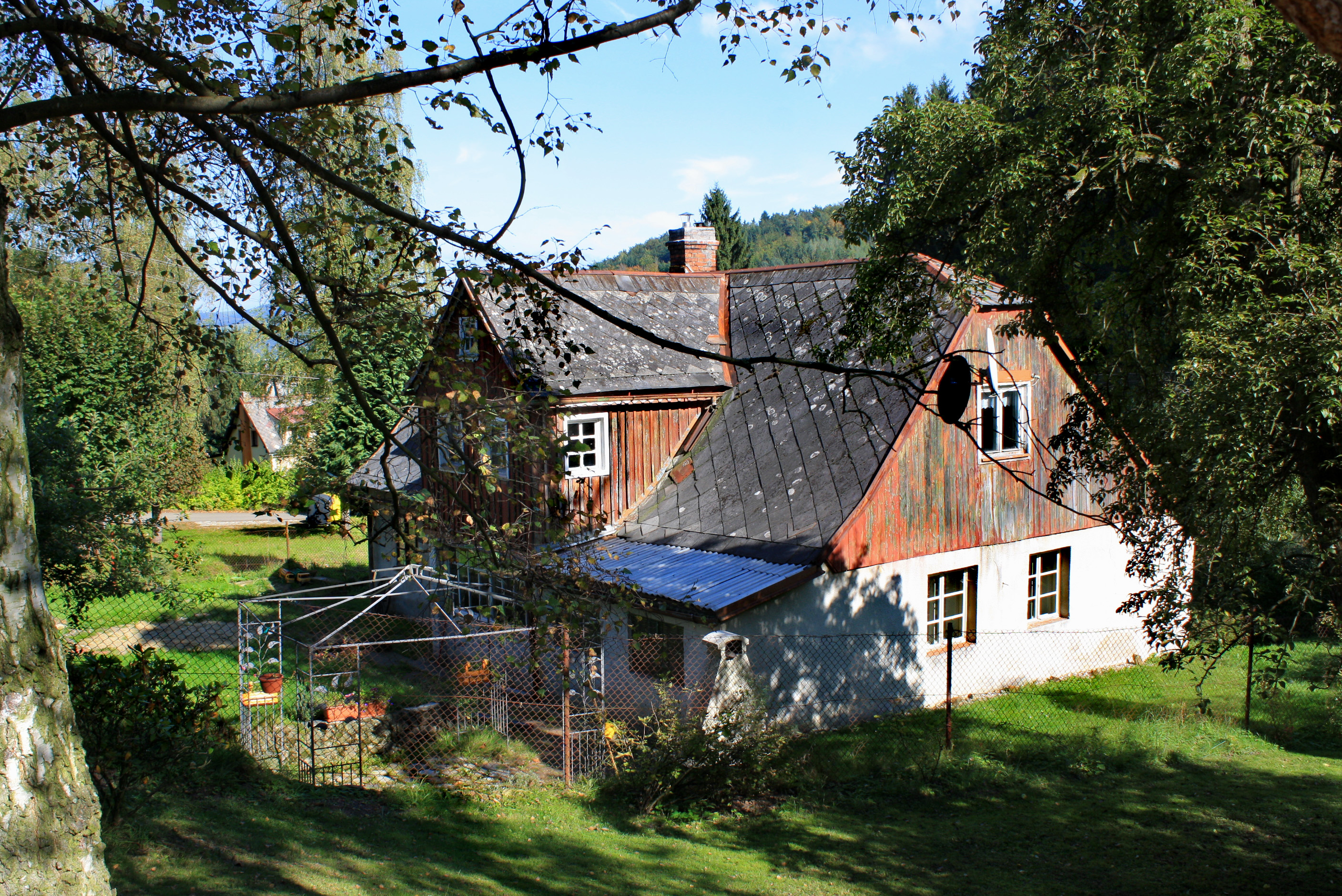
Cătunul Panenská Hůrka